# Atrichopogon haesitans
Atrichopogon haesitans är en tvåvingeart som först beskrevs av Jean-Jacques Kieffer 1922.  Atrichopogon haesitans ingår i släktet Atrichopogon och familjen svidknott. Inga underarter finns listade i Catalogue of Life.